# کارآگاه حقیقی (فصل ۴)
کارآگاه حقیقی: سرزمین شب (انگلیسی: True Detective: Night Country) فصل چهارم کارآگاه حقیقی (مجموعه تلویزیونی درام جنایی آنتولوژی آمریکایی، ساختهٔ نیک پیزولاتو) است که در ۱۴ ژانویه ۲۰۲۴ از اچ‌بی‌او پخش شد. این فصل در شهر خیالی انیس، آلاسکا جریان دارد و به تحقیقات مربوط به ناپدید شدن هشت مرد از یک ایستگاه تحقیقاتی می‌پردازد. بازیگران این فصل جودی فاستر و کالی ریس در نقش کارآگاهان لیز دنورز و اونجلین نوارو هستند.
سرزمین شب به‌دست ایسا لوپز ساخته شد. او به‌عنوان شورانر، نویسنده و کارگردان در این فصل فعالیت می‌کند. این نخستین فصلی است که پیزولاتو در آن دخیل نیست. با این حال، او هنوز به عنوان تهیه‌کننده اجرایی در فهرست عوامل شناخته می‌شود.

## تولید

### توسعه

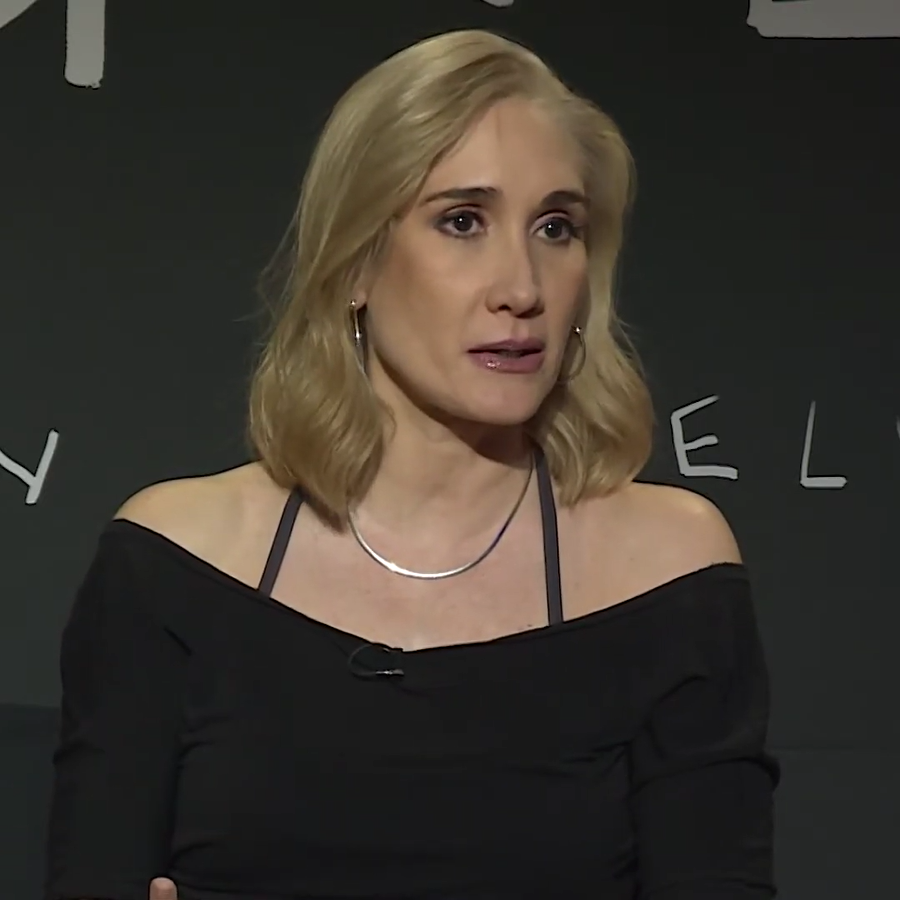
ایسا لوپز، شورانز کارآگاه حقیقی: سرزمین شب

نخست نیک پیزولاتو در فصل چهارم سریال کارآگاه حقیقی دخالت داشت، اما در نهایت ایسا لوپز به‌عنوان شورانر، نویسنده و کارگردان همهٔ فصل برگزیده شد. پیزولاتو همچنان تهیه‌کننده اجرایی خواهد بود و نخستین فصل در این مجموعه است که او در آن نقشی در نویسندگی ندارد.
پیش از انتشار فصل سوم، پیزولاتو توضیح داد که ایده «واقعاً وحشیانه» برای فصل چهارم دارد. پس از پایان پخش این فصل، او گفت که تصمیم دارد ایده خود را کنار بگذارد و پس از گفتگو با یک بازیگر ناشناس در مورد پروژه، از ایده جدیدی استفاده کند. در جولای ۲۰۱۹، کیسی بلویز، رئیس برنامه‌ریزی اچ‌بی‌او، توضیح داد: «اگر نیک ایده‌ای داشته باشد که در مورد آن هیجان زده‌است، ما حرف برای گفتن خواهیم داشت اما در هیچ‌کاری با عجله و بدون فکر اقدام نخواهیم کرد.»
در ژانویه ۲۰۲۰، پیزولاتو قرارداد تولید کلی با استودیوهای تلویزیونی فاکس ۲۱ و اف‌اکس پروداکشنز امضا کرد و مشارکت او در فصل چهارم احتمالی را زیر سؤال برد. در سال بعد، اچ‌بی‌او به بررسی ایده‌های فصل چهارم با نویسندگان دیگر، از جمله لوسیا پوانزو و سام لوینسون پرداخت. کیسی بلویز بعداً گفت: «چیزی در حوزهٔ کارآگاه حقیقی وجود دارد، چیزهایی وجود دارد که ما در مورد آن‌ها احساس خوبی داریم. به نظر من در این مورد با ما همراه باشید.»
در مارس ۲۰۲۲، اچ‌بی‌او اعلام کرد که توسعهٔ فصل چهارم را آغاز کرده‌است. زیرنویس عنوان آن، یعنی سرزمین شب برای نخستین بار برای این مجموعه به کار رفت. لوپز نویسندگی و کارگردانی و همچنین تهیه‌کننده اجرایی فصل را در کنار بری جنکینز، آدل رومانسکی و مارک سریک بر عهده داشت. در ژوئن ۲۰۲۲، اچ‌بی‌او رسماً اجازهٔ ساخت این فصل را داد و لوپز به‌عنوان شورانر انتخاب شد.
کارگردان و نویسنده، ایسی لوپز، هنگام آماده‌سازی فصل ۴، با عنوان فرعی سرزمین شب، تصمیم گرفت تا «آینه‌ای تاریک» از فصل یکم بسازد: «جایی که کارآگاه حقیقی مرد است و عرق می‌ریزد، سرزمین شب سرد است، تاریک است و زن است». در مصاحبه‌ای با ای.وی. کلاب، لوپز فیلم موجود ساختهٔ جان کارپنتر، چشم‌انداز هتل فیلم درخشش و فضاپیمای نوسترومو در فیلم بیگانه را الهام‌بخش ساخت این فصل دانست. لوپز همچنین از رخداد گذرگاه دیتلوف و مری سلست به‌عنوان الهام‌بخش این فصل یاد کرده‌است.
ترانهٔ سال ۲۰۱۹ بیلی آیلیش یعنی «به‌خاک‌سپردن یک دوست» دیگر منبع الهام بود. لوپز در دوران قرنطینه کووید ۱۹ که این فصل را می‌نوشت، ترانه‌های آیلیش را گوش داد و متوجه شد که اشعار «به‌خاک‌سپردن یک دوست» چقدر شبیه به مضامین فصل هستند. آیلیش در مصاحبه‌ای گفته بود که این ترانه را از منظر هیولای زیر تخت نوشته‌است. به گفتهٔ لوپز: «این امکان وجود دارد که رخدادهای نمایش به این دلیل اتفاق افتاده باشد که من به بیلی گوش می‌دادم.»
در فوریه ۲۰۲۴، پیزولاتو از فصل چهارم انتقاد و وابستگی آن با فصل‌های پیشین را «خیلی احمقانه» توصیف کرد.

## قسمت‌ها
| شم. کلی | شم. در فصل | عنوان   | کارگردان  | نویسنده                                                 | تاریخ انتشار اصلی                          | ایالات متحده تعداد بیننده (میلیون) |
| ------- | ---------- | ------- | --------- | ------------------------------------------------------- | ------------------------------------------ | ---------------------------------- |
| 25      | 1          | «بخش ۱» | ایسا لوپز | ایسا لوپز                                               | ۱۴ ژانویه ۲۰۲۴                             | ۰٫۵۶۵                              |
| 26      | 2          | «بخش ۲» | ایسا لوپز | ایسا لوپز                                               | ۲۱ ژانویه ۲۰۲۴                             | ۰٫۶۷۸                              |
| 27      | 3          | «بخش ۳» | ایسا لوپز | داستان: ایسا لوپز؛ فیلم‌نامه: ایسا لوپز و آلن پیج آریاگا | ۲۸ ژانویه ۲۰۲۴                             | ۰٫۶۰۲                              |
| 28      | 4          | «بخش ۴» | ایسا لوپز | نامسی خان، کریس ماندی، و ایسا لوپز                      | ۴ فوریه ۲۰۲۴                               | ۰٫۷۲۲                              |
| 29      | 5          | «بخش ۵» | ایسا لوپز | کاترینا آلبرایت، وِنونا ویلمز، کریس ماندی، و ایسا لوپز   | ۹ فوریه ۲۰۲۴ (آنلاین)، ۱۱ فوریه ۲۰۲۴ (HBO) | ۰٫۳۷۱                              |
| 30      | 6          | «بخش ۶» | ایسا لوپز | ایسا لوپز                                               | ۱۸ فوریه ۲۰۲۴                              | ۰٫۹۸۳                              |

### گزینش بازیگران
در مه ۲۰۲۲، جودی فاستر برای بازی در این فصل تأیید شد. این نخستین نقش او در تلویزیون بزرگسالان و نخستین نقش اصلی او در یک سریال تلویزیونی از سال ۱۹۷۵ بود. فاستر شخصیت خود، رئیس دانورز، را افتضاح توصیف کرد: یک «کارن آلاسکایی».
در ژوئن ۲۰۲۲، گزارش شد که کالی ریس به عنوان دیگر بازیگر اصلی، در نقشی که نخست به عنوان شخصیت لاتین و به عنوان یک کهنه‌سرباز نظامی «سرسخت» تصور می‌شد، به فاستر می‌پیوندد.
در سپتامبر ۲۰۲۲، گزارش شد که جان هاکس، کریستوفر اکلستون، فیونا شاو، فین بنت و آنا لمبه نیز در این فصل حضور خواهند داشت. در اکتبر ۲۰۲۲، آکا نیویانا، ایزابلا استار لابلانک و جوئل دی. مونتگراند به این فصل پیوستند. اکلستون اظهار داشت: «اگر جودی نبود هرگز چنین نقش کوچکی را برعهده نمی‌گرفتم. [البته] تمام صحنه‌های من با او هستند و او سال‌ها قهرمان من بوده‌است.»

### فیلم‌برداری
این فصل در ایسلند و آلاسکا با بودجه ۶۰ میلیون دلاری فیلمبرداری شد. فیلمبرداری در نوامبر ۲۰۲۲ آغاز شد و در آوریل ۲۰۲۳ به پایان رسید. شرایط شامل تصویربرداری شبانه در دمای −۲۳ درجه سلسیوس (−۹ درجه فارنهایت) بود. کارگردان لوپز گفت: «من مکزیکی هستم، بنابراین واقعاً به سرما علاقه ندارم.» او گفت که این محیط به‌دلیل حضور عوامل پروژه در آن‌جا، از سوی مخاطبان قابل اعتماد خواهد بود.

## بازیگران

### بازیگران اصلی
- جودی فاستر در نقش رئیس لیز دنورز
- کالی ریس در نقش سرباز اونجلین نوارو
- فیونا شاو در نقش رز آگینو
- فین بنت در نقش افسر پیتر پریور
- ایزابلا استار لابلانک در نقش لی دانورز
- کریستوفر اکلستون در نقش کاپیتان تد کانلی
- جان هاکس در نقش کاپیتان هنک پریور

### بازیگران تکرارکننده
- درولا کیروان در نقش کیت مک کیتریک
- آنا لمبه در نقش کایلا مالئی
- لاکسیز دایان ونسون در نقش بی
- آکا نیویانا در نقش جولیا ناوارو
- جوئل دی. مونتگراند در نقش ادی کاویک
- اوون مک‌دانل در نقش ریموند کلارک
- ارلینگ الیسون در نقش تراویس کول

## انتشار
نخستین نگاه به مجموعه در دسامبر ۲۰۲۲ در خلال بازارگرمی اچ‌بی‌او رونمایی شد. در آوریل ۲۰۲۳، نخستین تریلر این فصل منتشر شد.
فصل چهارم در ۱۴ ژانویه ۲۰۲۴ برای نخستین بار پخش شد. نخست قرار بود این فصل در سال ۲۰۲۳ نمایش داده شود.

## بازخورد
در راتن تومیتوز، این فصل بر اساس نظر ۱۸۲ منتقد، میانگین رتبهٔ ۹۲٪ و نمرهٔ ۸٫۱۵/۱۰ را دریافت کرد. اجماع منتقدان این وب‌سایت می‌گوید: «سرزمین شب به‌طرز ترسناکی اتمسفریک است و با اجرای عالی جودی فاستر و کالی ریس تثبیت شده، و یک تنوع تازه و یخ‌زده از مضامین هستی‌گرایانه کارآگاه حقیقی است.». در متاکریتیک، این فصل بر اساس نظر ۴۵ منتقد دارای میانگین نمرهٔ ۸۱ از ۱۰۰ است که نشان‌دهنده «تحسین همگانی» است.